# 瑟马雷
瑟马雷（法語：Semarey，法語發音：[səmaʁɛ]）是法国科多尔省的一个市镇，属于博讷区。

## 地理
瑟马雷（47°16'5"N, 4°38'3"E）面积7.32 平方千米，位于法国勃艮第-弗朗什-孔泰大區科多尔省，该省份为法国中东部省份，北起奥布省，西接涅夫勒省和约讷省，南至索恩-卢瓦尔省，东南接汝拉省，东临上索恩省，东北部与上马恩省接壤。
与瑟马雷接壤的市镇（或旧市镇、城区）包括：欧比尼莱松贝农、锡夫里昂蒙塔涅、科马兰、克雷昂塞、蒙图瓦约。

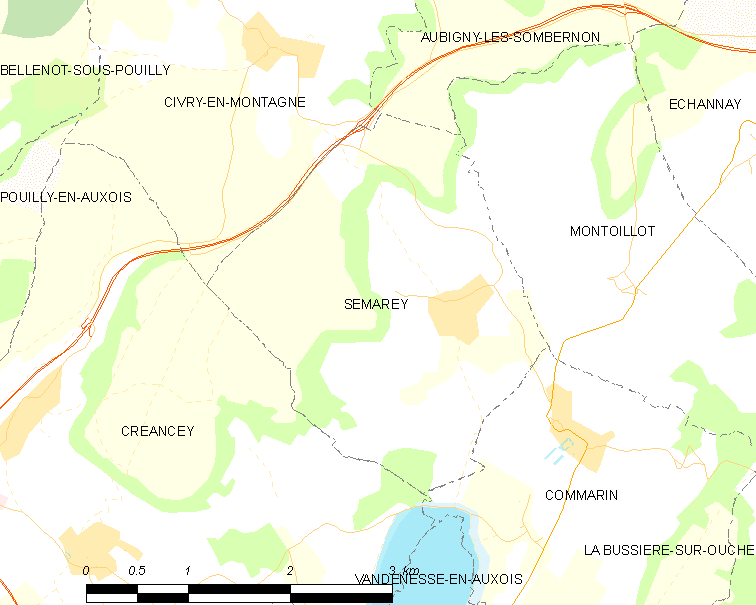
瑟马雷的OSM定位图

瑟马雷的时区为UTC+01:00、UTC+02:00（夏令时）。

## 行政
瑟马雷的邮政编码为21320，INSEE市镇编码为21600。

## 政治
瑟马雷所属的省级选区为阿尔奈勒迪克县。

## 人口

1962-2008年间瑟马雷人口变化图示

瑟马雷于2022年1月1日时的人口数量为130人。